# Цвіркач жовтобровий
Цвірка́ч жовтобровий (Camaroptera superciliaris) — вид горобцеподібних птахів родини тамікових (Cisticolidae). Мешкає в Західній і Центральній Африці.

## Поширення і екологія
Жовтоброві цвіркачі поширені від Гвінеї і Сьєрра-Леоне до Уганди і північної Анголи. Вони живуть в тропічних лісах, чагарникових заростях і на плантаціях.